# 黄色病毒门
黄色病毒门（学名：Kitrinoviricota）是正核糖病毒界下的一个门。

## 下属分类
本科包括以下属：
- 阿爾法超群病毒綱 Alsuviricetes
- 黄病毒超群纲 Flasuviricetes ，黄病毒纲
- MAG病毒纲 Magsaviricetes
- 塔卢卡病毒纲 Tolucaviricetes